# ラスト・オブ・モヒカン
『ラスト・オブ・モヒカン』（The Last of the Mohicans）は、1992年のアメリカ合衆国の冒険アクション映画。監督はマイケル・マン、出演はダニエル・デイ・ルイスとマデリーン・ストウなど。原作はジェームズ・フェニモア・クーパーの小説『モヒカン族の最後』（原題同じ）。同原作は無声映画時代から何度も映画化されている古典的名作として知られている。

## ストーリー
1757年、イギリスとフランスがアメリカで戦ったフレンチ・インディアン戦争のさなか。コーラとアリスの姉妹は、イギリス軍指揮官の父マンロー大佐の元に向かっていたところを、フランス軍と同盟しているヒューロン族のマグアに襲撃される。そこを救ったのが、モヒカン族首長のチンガチェックと2人の息子ウンカスとホークアイである。ただし、ウンカスは実の子だが、ホークアイは白人の養子である。
コーラとホークアイは恋に落ちるが、以前からコーラに求婚していたヘイワード少佐が嫉妬心からホークアイを逮捕してしまう。しかし、イギリス軍は戦闘で敗北し、彼らは共に逃亡することとなる。その中で、マンローは戦死し、アリスとウンカスは恋に落ちる。
追い詰められた一行のうち、コーラとアリス、ヘイワードはヒューロン族に捕らえられる。ヘイワードはコーラを釈放させるために身代りとして自らを処刑させる。ウンカスはアリスを助けようとしてマグアに殺され、アリスは投身自殺する。
チンガチェックはマグアを決闘で倒してウンカスの仇討ちをなすが、彼の血を継ぐものはもうおらず、自らを「最後のモヒカン族 （The Last of the Mohicans）」と呼ぶ。

## キャスト
| 役名                          | 俳優                         | 日本語吹替                 | 日本語吹替                                                                       | 日本語吹替 |
| 役名                          | 俳優                         | VHS版                      | フジテレビ版                                                                     | 機内上映版 |
| ----------------------------- | ---------------------------- | -------------------------- | -------------------------------------------------------------------------------- | ---------- |
| ホークアイ / ナサニエル・ポー | ダニエル・デイ＝ルイス       | 原康義                     | 宮本充                                                                           |            |
| コーラ                        | マデリーン・ストウ           | 戸田恵子                   | 日髙のり子                                                                       |            |
| アリス                        | ジョディ・メイ               | 横山智佐                   | 川上とも子                                                                       |            |
| チンガチェック                | ラッセル・ミーンズ           | 大塚周夫                   | 斎藤志郎                                                                         |            |
| ヘイワード少佐                | スティーヴン・ウォディントン | 江原正士                   | 谷口節                                                                           |            |
| ウンカス                      | エリック・シュウェイグ       | 草尾毅                     | 小野健一                                                                         |            |
| マグア                        | ウェス・ステューディ         | 麦人                       | 大塚明夫                                                                         |            |
| マンロー大佐                  | モーリス・ローヴス           | 青野武                     | 富田耕生                                                                         | 糸博       |
| ビームス大尉                  | ピート・ポスルスウェイト     | 目黒裕一                   | 秋元羊介                                                                         |            |
| モントカーム将軍              | パトリス・シェロー           | 青森伸                     | 羽佐間道夫                                                                       |            |
| アンブローズ少佐              | コルム・ミーニイ             |                            |                                                                                  |            |
| その他                        | N/A                          | 金尾哲夫 小島敏彦 若本規夫 | 青野武 仲野裕 小山力也 伊藤和晃 佐藤晴男 大黒和広 荒井静香 関口英司 田尻ひろゆき |            |
|                               |                              |                            |                                                                                  |            |
| 演出                          |                              |                            | 清水勝則                                                                         |            |
| 翻訳                          |                              |                            | 栗原とみ子                                                                       |            |
| 調整                          |                              |                            | 栗林秀年                                                                         |            |
| 効果                          |                              |                            | 南部満治                                                                         |            |
| 制作                          |                              |                            | ザック・プロモーション                                                           |            |
| 担当                          |                              |                            | 山形淳二 （フジテレビ）                                                          |            |

- フジテレビ版：初回放送2001年5月12日『ゴールデン洋画劇場』

※2022年3月14日、BSテレ東での放送はフジテレビ版を予定していたが音源を紛失しておりソフト版が放送された。
- 2025年2月7日にKADOKAWAより発売のBlu-ray・DVDにはVHS版とフジテレビ版の吹替が収録[5]。

## 撮影現場
撮影現場で、インディアンがどう扱われていたか、出演したラッセル・ミーンズはこう報告している。「我々は撮影中、まるでモヒカンの村は“映画に出てくる（ステレオタイプの）アフリカの村”だな、と言い合った。ノースカロライナのロケ地に900人以上のインディアン・エキストラが集められ、山奥のボーイスカウト宿舎に泊まらされた。ここで我々は2人部屋に8人ずつ詰め込まれ、さながら強制収容所だった。インディアンの出番は主に夜だったので、夏の盛りに日中いっぱい、われわれは猛暑と湿気を耐えねばならなかった。医者は撮影で出払っていて見当たらず、我々は出歩くことも禁じられた。白人スタッフがストライキを始め、続いて我々インディアン・エキストラもストに入った…」。

## 歴史考証
ウンカスの名は17世紀のモヒガン族（Mohegan）の英雄ウンカスから取られているが、モヒカン族とモヒガン族は名前が似ているだけでまったく無関係であり、原作者クーパーの勘違いとされている。
モヒカン族もモヒガン族も、実際には滅びておらず、今も健在である。

## 作品の評価
Rotten Tomatoesによれば、批評家の一致した見解は「『ラスト・オブ・モヒカン』は歴史と緩やかに戯れる、息を呑むようなロマンティックな冒険譚で、そのためにより面白いアクション映画となっている。」であり、42件の評論のうち高評価は93%にあたる39件で、平均点は10点満点中7.72点となっている。
Metacriticによれば、18件の評論のうち、高評価は17件、賛否混在は1件、低評価はなく、平均点は100点満点中76点となっている。